# Жиганшина, Нелли Наильевна
Нелли Наильевна Жиганшина (нем. Nelli Schiganschina; род. 31 марта 1987, Москва) — российская и немецкая фигуристка, выступавшая в танцах на льду. В паре с Александером Гажи становилась шестикратной чемпионкой Германии (2007, 2011—2015) и участницей Олимпийских игр (2014).
По состоянию на 15 февраля 2015 года пара занимала одиннадцатое место в рейтинге Международного союза конькобежцев.
Её младший брат — Руслан Жиганшин — фигурист, выступал в танцах на льду за Россию.

## Карьера
Фигурным катанием начала заниматься в 1990 году в возрасте трёх лет. До 2004 года выступала за Россию в паре с Денисом Баздыревым. В 2005 году встала в пару с немецким фигуристом Александром Гажи, с которым каталась за Германию. Сначала пара тренировалась у Светланы Алексеевой и Елены Кустаровой, позже у Олега Волкова и Александра Жулина. Весной 2009 года фигуристы переехали в Оберстдорф и тренировались у Ростислава Синицына и Мартина Скотницкого.
На своём первом чемпионате Германии (2006) они стали бронзовыми призёрами. В следующем сезоне пара стала чемпионами Германии, что позволило им дебютировать на чемпионате Европы и мира, где они стали шестнадцатыми и восемнадцатыми соответственно.
В 2008 году фигуристы уступили титул чемпионов Германии и пропустили чемпионат Европы, но выступили на мировом первенстве, заняв восемнадцатое место. В последующие два сезона пара была в числе призёров национального первенства, но не участвовала ни в серии этапов Гран-при, ни европейском и мировом первенствах.
На чемпионате Германии 2011 пара второй раз завоевала национальный титул и получила право выступить на чемпионате Европы, где заняла достаточно высокое седьмое место. Последний раз немецкие танцоры попадали в десятку лучших на чемпионатах Европы в 2003 году, когда Кати Винклер и Рене Лозе заняли пятое место. Кроме этого, седьмое место Жиганшиной и Гажи позволило немецкой федерации фигурного катания на чемпионатк Европы 2012 заявить две танцевальные пары.
Завершили соревновательную карьеру после чемпионата мира 2015 года, на котором пара из-за заболевания Гажи не смогла стартовать. После чего Жиганшина начала работать тренером по фигурному катанию в Оберстдорфе.

## Результаты
| Соревнования        | 05/06         | 06/07         | 07/08         | 08/09         | 09/10         | 10/11         | 11/12         | 12/13         | 13/14         | 14/15         |
| Международные       | Международные | Международные | Международные | Международные | Международные | Международные | Международные | Международные | Международные | Международные |
| ------------------- | ------------- | ------------- | ------------- | ------------- | ------------- | ------------- | ------------- | ------------- | ------------- | ------------- |
| Олимпиада — танцы   |               |               |               |               |               |               |               |               | 11            |               |
| Олимпиада — команда |               |               |               |               |               |               |               |               | 8             |               |
| Чемпионат мира      |               | 18            | 18            |               |               | 11            | 11            | 10            | 11            |               |
| Чемпионат Европы    |               | 16            |               |               |               | 7             | 8             | 6             | 7             | 7             |
| Гран-при Франции    |               |               |               |               |               |               |               |               | 4             |               |
| Гран-при США        |               |               |               |               |               |               | 4             | 5             |               |               |
| Гран-при Японии     |               |               |               |               |               |               | 4             |               |               | 4             |
| Гран-при Канады     |               |               | 7             |               |               |               |               |               | 6             | 5             |
| Гран-при России     |               |               | 8             |               |               |               |               | 5             |               |               |
| Finlandia Trophy    |               |               |               |               |               |               |               |               |               | 2             |
| Volvo Open Cup      |               |               |               |               |               |               |               |               | 2             |               |
| Nebelhorn Trophy    |               |               |               |               |               | 4             | 2             | 3             |               | 3             |
| NRW Trophy          |               |               |               |               |               | 2             |               |               |               |               |
| Мемориал Романа     |               |               |               | 1             | 3             | 1             |               | 1             |               |               |
| Мемориал Непелы     |               |               |               | 1             | 6             | 3             | 1             |               | 5             |               |
| Golden Spin         |               |               | 5             |               |               |               | 1             |               |               |               |
| Национальные        |               |               |               |               |               |               |               |               |               |               |
| Чемпионат Германии  | 3             | 1             | 2             | 2             | 3             | 1             | 1             | 1             | 1             | 1             |